# دریاچه کوردالن
دریاچه کوردالِن (انگلیسی: Lake Coeur d'Alene) دریاچه‌ای طبیعی در شمال ایالت آیداهوی آمریکا، واقع در شمال غرب ایالات متحده آمریکا است. در انتهای شمالی این دریاچه شهر کوردالن واقع شده‌است. طول این دریاچه ۴۰ کیلومتر و پهنای آن از ۱٫۶ تا ۴٫۸ کیلومتر متفاوت است. خط ساحلی آن ۱۷۵ کیلومتر طول دارد.
نام این دریاچه از نام قوم کوردالن گرفته شده است.